# Vincent Patar
Vincent Patar (nacido el 2 de septiembre de 1965) es un director de cine y guionista belga. 
En 2009 escribió y dirigió la película animada Pánico en el pueblo junto con Stéphane Aubier. Se estrenó en el Festival de Cine de Cannes de 2009 y fue la primera película de su género que se proyectó en el festival. En 2013 codirigió con Aubier y Benjamin Renner la película Ernest & Celestine que recibió una gran aclamación de la crítica. La película recibió tres Premios Magritte, incluyendo Mejor Película y Mejor Director para Patar y Aubier. También recibió una nominación en los Premios Oscar en la categoría de Mejor Película Animada.

## Filmografía
- 2009: Pánico en la granja
- 2012: Ernest & Celestine, codirigida con Benjamin Renner y Stéphane Aubier.